# Giuseppe Palumbo (dessinateur)
Pour les articles homonymes, voir Palumbo.
Giuseppe Palumbo est un dessinateur de bande dessinée italien, né le 24 juillet 1964 à Matera.

## Œuvres

### Dessinateur
- série Salomé, scénario d'Éric Prungnaud, dessins de Giuseppe Palumbo, Les Humanoïdes Associés coll. « Dédales »
  - t1 La Noyée du Tibre, 2005
  - t2 Les Adorateurs de Ranactès, 2006

- série Le grand Diabolik, Clair de Lune coll. « Encre de Chine »
  - tome 1, scénario de Tito Faraci et Alfredo Castelli, dessins de Giuseppe Palumbo et Pierluigi Cerveglieri, 2009  (ISBN 978-2-353-25145-2)
  - tome 4 Spécial no 1 : Eva Kant, scénario de Tito Faraci, dessins de Giuseppe Palumbo et Emanuele Barison, 2010  (ISBN 978-2-353-25217-6)
  - tome 5 Spécial no 2 : Ginko, scénario de Tito Faraci, dessins de Giuseppe Palumbo et Pierluigi Cerveglieri, 2010   (ISBN 978-2-353-25237-4)
  - et d'autres tomes, collectifs

- Le journal d'un fou, scénario et dessins de Giuseppe Palumbo, éd Rackham, 2002

## Récompenses et distinctions
- 1998 : Prix Micheluzzi du meilleur dessinateur italien pour Martin Mystère
- 2002 : Prix Micheluzzi du meilleur dessinateur italien pour Diabolik
- 2007 : Prix Micheluzzi du meilleur dessin pour de série réaliste pour Diabolik : Gli anni perduti nel sangue
- 2014 : Prix Micheluzzi du meilleur récit court pour Uno si distrae al bivio. La crudele scalmana di Rocco Scotellaro